# Ошан Спрингс (Мисисипи)
Ошан Спрингс (енгл. Ocean Springs) град је у америчкој савезној држави Мисисипи.

## Демографија
По попису из 2010. године број становника је 17.442, што је 217 (1,3%) становника више него 2000. године.
| Група             | 2000.          | 2010.          |
| Белци             | 14.842 (86,2%) | 14.479 (83,0%) |
| Афроамериканци    | 1.211 (7,0%)   | 1.298 (7,4%)   |
| Азијати           | 453 (2,6%)     | 544 (3,1%)     |
| Хиспаноамериканци | 430 (2,5%)     | 728 (4,2%)     |
| Укупно            | 17.225         | 17.442         |